# Xã New Salem, Quận Pike, Illinois
Xã New Salem (tiếng Anh: New Salem Township) là một xã thuộc quận Pike, tiểu bang Illinois, Hoa Kỳ. Năm 2010, dân số của xã này là 573 người.